# Cocoicola californica.
Cocoicola californica. är en svampart som först beskrevs av M.E. Barr, Ohr & M.K. Murphy, och fick sitt nu gällande namn av K.D. Hyde & P.F. Cannon 1999. Cocoicola californica. ingår i släktet Cocoicola och familjen Phaeochoraceae.   Inga underarter finns listade i Catalogue of Life.